# Johan Ringering
Johan Ringering (John Ringerinck), död i mars 1685 i Stockholm, var en tysk-svensk bildhuggare.
Han var troligen son till bildhuggaren Heinrich Ringering i Flensburg och bror till Peter Ringering. Han var gift första gången i Flensburg med Sünne Schnittker och andra gången 1660 med Elna Hermansdotter och tredje gången i Stockholm 1668 med Maren Lambeck och slutligen med Maria Joensdotter från Ryssland. Ringering övertog och drev sin fars verksamhet i Flensburg och i samband med sitt första gifte övertog han även Hinrich Schnittkers hus och verkstad som han senare överlät till sin hustrus svärson Paul Buchholtz. Han höll ett stort antal gesäller och lärlingar vid sin verkstad där han bland annat utförde arbeten till S:t Nikolai kyrka 1638. Troligen besökte han Sverige omkring 1648–1649 då hans namn nämns i Tyska kyrkans räkenskaper. Några år senare nämns han i Trondheims kyrkohandlingar och efter 1663 förekommer han inte i några handlingar från Flensburg. Han är påvisbar i Stockholm från 1664 och där han 1675 anhåller hos Stockholm stad om en lindring av sin skatt. 
Några svenska arbeten från hans hand är ej med säkerhet bevarade men finns omnämnda i arkivaliska källor. Man vet att han 1664 utförde 30 stycken svarvade lampetter till balustraden i Rikssalen på Stockholms slott och att han 1665 utförde bildhuggeriarbeten på tre skåp till Drottningholms slott samt utförde inredningsarbeten i Hedvig Eleonoras våning på Stockholms slott och bänkutsmyckning för Stockholms storkyrka. Vid sin död efterlämnade han en liten altartavla, ett epitafium, förgyllda ramar samt fordringar på ett epitafium över Mårten Wång i Norrköping. Man antar att Hans Lichtenberg var en av hans gesäller.